# Yaisnier Nápoles
Yaisnier Nápoles Espinosa (20 ottobre 1987) è un calciatore cubano, difensore del FC Camagüey e della Nazionale cubana.

## Carriera

### Nazionale
Ha esordito in Nazionale nel 2015.